# SN 1990J
SN 1990J – supernowa typu Ia odkryta 13 maja 1990 roku w galaktyce A121621+1231. W momencie odkrycia miała maksymalną jasność 18,00m.